# 福井県道253号清水麻生津線
福井県道253号清水麻生津線（ふくいけんどう253ごう しみずあそうづせん）は福井県福井市内の主要地方道と県道を結ぶ一般県道である。

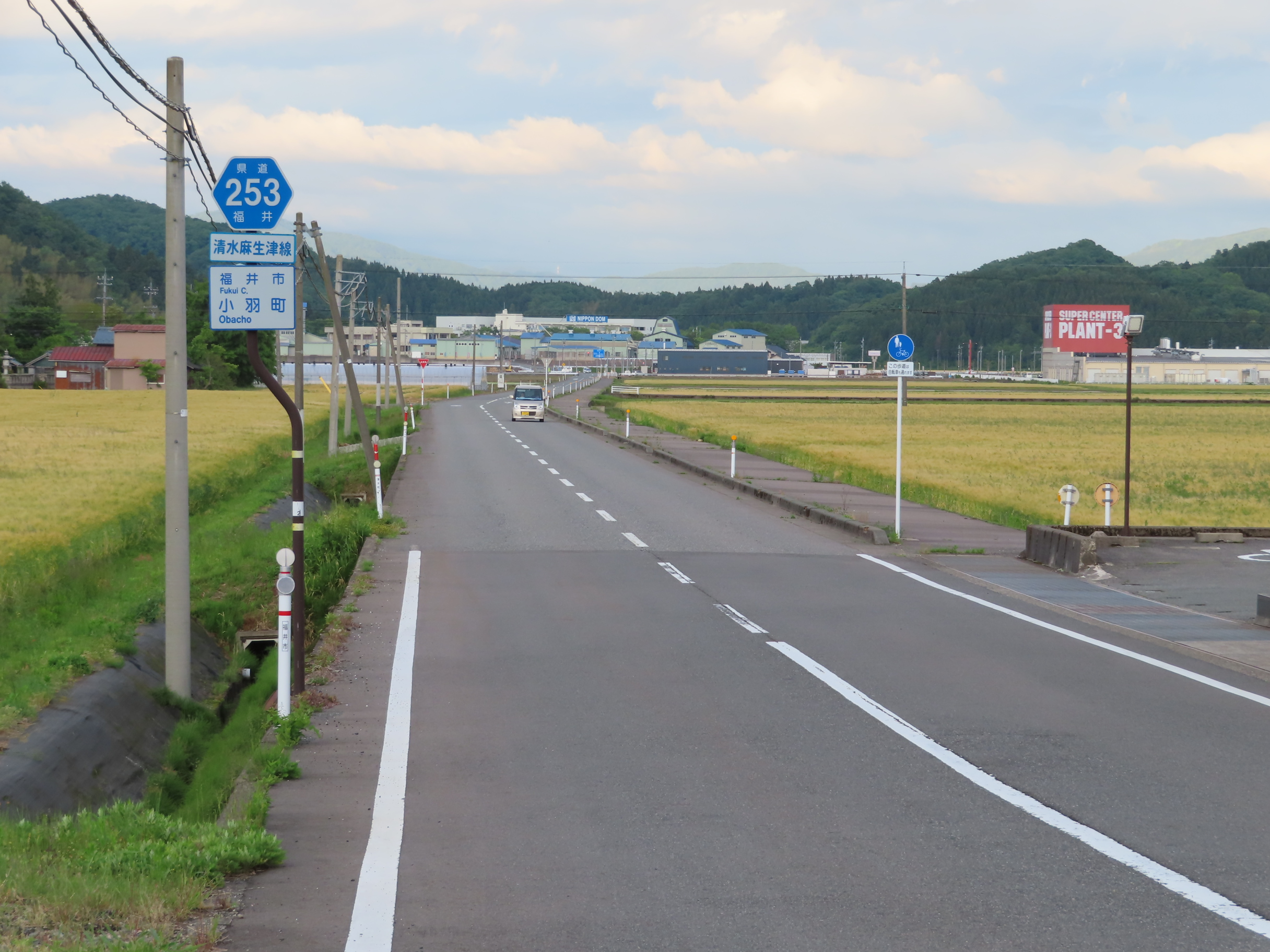
福井市小羽町（2023年5月）

## 路線概要
いわゆる平成の大合併以前の旧清水町役場近くを起点とし、福井市を南北に縦貫する幹線道路とを結ぶ役割を担う県道である。しかし最も重要な旧清水町と従前からの福井市の境を流れる日野川に橋が架かっておらず、この周辺で分断している点線県道である。2023年（令和5年）度にこの区間の道路新設が事業化され、2031年(令和13年)度の完成予定としており、日野川西岸と東岸を結ぶ数少ない路線の1本となり重要度が格段に上がるものとみられる。

### 路線データ
- 起点：福井県福井市上天下町
- 終点：同市今市町

## 道路状況
起点から分断区間までは歩道も整備された片側一車線の快走路であり、非常に走りやすく交通量も多い。旧清水町域では生活道路として非常に重要な道路である。しかし旧福井市域では狭路や案内無しの右左折の連続し、県道としての役割はほとんど果たせていない状況である。2008年現在では日野川西岸の区間と東側の区間で重要度が大きく異なる路線であり、分断が解消された場合東岸の狭路に多くの車両が流れ込み混雑が起きることが予想され、改善策が模索されている状況である。
2015年現在、旧福井市域の区間は福井バイパスまで道なりに結ばれ整備されている。

## 接続路線
- 福井県道6号福井四ヶ浦線（福井市上天下町・小羽橋交差点、起点）
- 旧丹南広域農道（福井市三留町）
- 福井県道28号福井朝日武生線（福井市田尻栃谷町・田尻栃谷南交差点 - ＜重複＞ - 同市田尻栃谷町）
- 福井県道182号三尾野別所線（福井市合谷町）
- 福井県道229号福井鯖江線（福井市今市町・音楽堂西口交差点 - ＜重複＞ - 同市今市町・今市交差点、終点）
- 福井県道32号清水美山線（福井市今市町・今市交差点、終点）
- 直接接続ではないが、起点側から音楽堂西口交差点を福井市道へ直進すると、約450 mで国道8号（福井バイパス）の音楽堂東口交差点に至る。

## 沿線
- 小羽山30号墓